# Amadou & Mariam
«Amadou & Mariam» — дует сліпих малійський музикантів — подружжя Амаду Багайок (Amadou Bagayoko) та Маріам Думбія (Mariam Doumbia).

## Історія
З 1974 по 1980 роки, Амаду був гітаристом в західно-африканському гурті «Les Ambassadeurs du Motel de Bamako». У 1980 році пара одружилася, і з 1983 році вони почали виступати разом, в той час, як Амаду продовжував успішну сольну кар'єру.
До 1985 року Амаду і Маріам зробили собі ім'я граючи малійський блюз. Пара їздила з гастролями по країнам Західної Африки. У 1986 році вони переїхали до Кот-д'Івуару і записали кілька касетних альбомів.
1996 року дует вирушає до Парижа, де вони підписали контракт з Emarcy саб-лейблом Polygram.
1998 року вони випустили свій перший альбом, записаний за межами Африки, Se Te Djon Ye. Трек «Je Pense A Toi» стала хітом на французькому радіо, і альбом був проданий тиражем 100.000 примірників.

## Стиль
З кінця 1990-х років Амаду і Маріам виконують музику, яка поєднує традиційну малійську музику з гітарним роком, сирійськими скрипками, кубинськими трубами, єгипетським наєм, індійськими таблами і догонськими барабанами. У поєднанні ці елементи були названі «Афро-блюз». Немалу роль відіграють артисти-гості, які зазвичай приносять звучанню дуету додаткові унікальні музичні малюнки.

## Музиканти
- Амаду Багайоко — вокал, гітара
- Маріам Думбія — вокал

## Дискографія
- Se Te Djon Ye (1998)
- Sou ni tilé (1999)
- Tje Ni Mousso (2000)
- Wati (2002)
- Dimanche à Bamako (2004)
- Welcome to Mali (2008)
- Folila (2012)